# Nadia Oh
Nadia Oh é uma rapper, cantora e produtora do Reino Unido, mais conhecida por seu trabalho com o Space Cowboy em faixas como "My Egyptian Lover", "Something 4 The Weekend "e" Hot Like Wow ". Seu álbum "Hot Like Wow" foi lançado em iTunes em 13 de abril 2008 . Final do Ano de 2007, ela foi romanticamente ligada ao ator escocês Robert Cameron. [carece de fontes?]

## Discografia
Álbum
- 2008: Hot Like Wow

Singles:
| Ano  | Single                                       | Posições | Posições | Álbum        |
| Ano  | Single                                       | UK       | UK Dance | Álbum        |
| ---- | -------------------------------------------- | -------- | -------- | ------------ |
| 2007 | "My Egyptian Lover" (com Space Cowboy)       | 45       | 12       | Hot Like Wow |
| 2007 | "Something 4 The Weekend" (com Space Cowboy) | —        |          | Hot Like Wow |
| 2008 | "Got Your Number"                            | TBR      | TBR      | Hot Like Wow |